# Sü Chaj
Sü Chaj (čínsky pchin-jinem Xú Hǎi, znaky 徐海; † 1556) byl čínský pirátský náčelník v 16. století, jeden z vůdců pirátů a obchodníků wo-kchou.
Pocházel z Chuej-čou na jihu provincie An-chuej, stal se buddhistickým mnichem v changčouském klášteře Chu-pao (nebo klášteře Ling-jin). Později se Sü Chaj přidal k pirátům wo-kchou v 16. století útočícím na pobřeží mingské Číny. Získal věhlas svými schopnostmi věštění a předvídání a začátkem 50. let 16. století se stal jedním z pirátských vůdců. Opíral se přitom o základnu v Japonsku, v provincii Sacuma na jihu ostrova Kjůšů, základ jeho sil proto tvořili Japonci ze Sacumy a okolních provincií (Izumi a Hizen).
Roku 1555 provedli piráti wo-kchou rozsáhlý útok, který postihl většinu území provincie Če-ťiang a jih metropolitní oblasti Nan č’-li (okolí Sung-ťiangu). Oddíl Sü Chaje byl nejsilnější z uskupení účastnících se nájezdu, ale jeho síly také nesly hlavní tíži ztrát v prohrané bitvě u Wang-ťiang-ťingu, kde padlo 1900 pirátů. Na jaře 1556 vyrazil do Če-ťiangu znova, nicméně mingské úřady byly varovány, když jim informace o Sü Chajově cestě do Číny předal další z pirátských vůdců, Wang Č’, v rámci vyjednávání s Chu Cung-sienem, velitelem mingských sil v Nan č’-li, Če-ťiangu a Fu-ťienu.
Když Sü Chaj připlul k pobřeží, spolu se sacumskými náčelníky Čchen Tungem (陳東) a Jie Maem (葉麻) oblehl Ča-pchu na severu Če-ťiangu. Na zprávy o mobilizaci vládních sil reagoval přesunem do vnitrozemí na pomezí prefektur Sung-ťiang, Chu-čou a Ťia-sing, do pozice výhodné k plenění zmíněných regionů. Cu Cung-sien na to začal stahovat své oddíly blíže k pirátům, nicméně Sü Chaj zaútočil na jeden z vládních oddílů – 900 vojáků ze severu Číny pod velením generála Cung Liho – a rozdrtil jej. Poté měsíc neúspěšně obléhal blízké okresní město Tchung-siang (tamním mingským silám velel velký koordinátor Če-ťiangu Jüan O a místní okresní náčelník). Přestože byli piráti vybaveni obléhacími zbraněmi a dělostřelectvem, nepodařilo se jim město dobýt a navíc se Sü Chaj znepřátelil s Čchen Tungem. Chu Cung-sien využil roztržky mezi pirátskými vůdci, navázal s oběma kontakt a podněcoval nedůvěru mezi nimi. Chu Cung-sien tak Sü Chaje odvracel od jeho spojenců pomocí úplatků, podvodných slibů úřednického statutu, nabídky možnosti odplout zpět do Japonska, a falešného varování před vzpourou mezi jeho (Sü Chajovými) podřízenými, obdaroval Sü Chajovy milenky, které poté pomlouvaly Čchen Tunga a Jie Maa. Sü Chaj nakonec Čchen Tunga a Jie Maa vydal úřadům. Načež oba Chu Cung-sien přiměl k napsání dopisů jejich věrným, v nichž tvrdili, že Sü Chaj se i je chystá zradit a zabít. Současně Sü Chajovi předal kopie oněch dopisů, takže Sü Chaj mu byl vděčný a myslel si, že Chu Cung-sien hájí jeho zájmy. Stoupenci Čchen Tunga a Jie Maa u Pching-chu reagovali povstáním proti Sü Chajovi. Chu Cung-sien se vzápětí se svou armádou – posílenou nově přišlými válečníky z kmenů Miao – vmísil do šarvátek a pobil všechny nájezdníky bez rozdílu. Dne 29. září bitva skončila s asi 1600 zabitými piráty. Sü Chajovo tělo bylo nalezeno v blízkém potoce a Čchen Tung, Jie Ma a Sü Chajův bratr byli 10. října popraveni v Ťia-singu.